# Másfél (együttes)
A Másfél egy funk-rockból, pszichedelikus rockból, acid jazzből, ambientből és repetitív kortárs zenéből merítő alternatív rockegyüttes. 1989-ben alakult Budapesten. Az együttes eredeti felállása: Balázs János (gitár), Lukács Levente (szaxofon), Hegedüs László (basszusgitár), Hegedüs János (basszusgitár), Kalocsai Tamás (dob).

## Történet
A kísérletezgető együttes első koncertjeit a Kandó Kollégiumban tartotta, ahol a dobos és a szaxofonos tanult, majd más kollégiumokban léptek fel főiskolás bulikon, fesztiválokon. Ekkor például a Ladánybene 27 előtt is felléptek.
1991-ben az alapító Balázs Jánost és Hegedüs Lászlót elvitték katonának, helyükre érkezett Barnabás (gitár).
Nem sokkal később már a kultikus FMK-ban, majd a Tilos az Á-ban zenéltek, ahol legtöbbet a hasonló műfajban alkotó Korai Örömmel koncerteztek. 1993-ban magánkiadásban megjelentették első kazettájukat, amit a Schönherz kollégium akkor épülő stúdiójában vettek fel, egy évre rá pedig a Tilos az Á-ban készült koncertfelvételt jelentették meg CD-n.
Az Almássy téri klubban Quadro-koncertsorozatot rendeztek, ahol a teremben szimmetrikusan elhelyezett négy színpaddal a nézőket körbefogva valódi térhangzást produkáltak, mindezt fényhatásokkal és jelmezekkel kiegészítve. A vizuális hatások azóta is a fellépések elengedhetetlen részei.
A Másfél 1996-ban az addig elkészült anyagokat stúdióalbumon adta ki, ekkor jelent meg a klasszikus Viperagarzon című nagylemez, melyen az időközben az együtteshez csatlakozott Salamon Eszter - a hangzásvilágot egyedi módon kiegészítő - csellójátéka is hallható. 1997-ben a Villamos című rövidfilmhez, majd egy színdarabhoz is készítettek kísérőzenét. 
1998-ban jelent meg a talán legérettebb, legkiforrottabb nagylemez, a Katasztrófamámor, amelyen a korábban csak vendégszereplő Salamon Eszter teljes értékű tagként szerepel. Ezzel a lemezzel lezárul egy nagy fejezet a zenekar történetében, mind felállás, mind hangzásvilág tekintetében, Kalocsai Tamás kilép, és a következő albummal más(abb) zenei vizekre evez a zenekar. Sokan a mai napig ezt az albumot, illetve korszakot tartják a Másfél csúcspontjának.
A következő album 2000-ben jelent meg Angyaltojás címmel, ezt egy maxi, majd  egy remix album követte.
Az együttes 1991 óta több mint 200 koncertet tartott, többségében Budapesten, de játszott a legtöbb vidéki városban. Ez idő alatt a hazai klubélet egyik központi együttesévé nőtte ki magát és sikerrel lépett fel számos európai (legtöbbet francia) klubokban és fesztiválokon.
A Másfél a Sziget fesztiválon első megrendezésétől kezdve a fellépő együttesek között található, 1998-ban a nagyszínpadon a Chumbawamba és a Motörhead előtt léptek fel.
1999-ben az alapító tag, Kalocsai Tamás (dob) kilépett a zenekarból, helyére átmenetileg a ColorStar dobosa, Farkas Zoltán lépett, majd nem sokkal később az azóta is tag, Ujj Zoltán került a dobok mögé.
2000-ben Franciaországban rögzítették Angyaltojás c. lemezüket.
2002-ben távozott Salamon Eszter (cselló) és nem sokkal később Hegedüs János (basszusgitár), aki helyére a Kamu zenekarból és a Rewind Partykról ismert Sabák Péter érkezett.
Gaya Arutyunyan, a Deti Picasso énekesnője először az En Garde c. lemezen egy számban, később több dalban, koncerteken is szerepelt.
2009-ben újabb változás történt, Barnabás hosszú együtt töltött idő után kilépett a Másfélből. Az új gitáros Karen Arutyunyan, Gaya testvére, a Deti Picasso gitárosa lett.

## A stílus
A Másfél olyan instrumentális stílust képvisel, ahol a megszólalás erős, dinamikus, váratlan váltások, páratlan ritmusok és lüktető szaxofon jellemzik, de éppenséggel pszichedelikus elemek is találhatók benne. A zenekar maga úgy fogalmaz, ők az elektronikus gitár-pop egy keverékét képviselik, valahol a jazz, a drum and bass, az acid-jazz és a modern rock között. Legutolsó lemezük, az En Garde! már inkább drum & bass és a jungle motívumokból építkezik. Ezen a lemezen már énekhanggal is kísérleteznek: az Aerosoul című számban Gaya Arutyunyan, a moszkvai Deti Picasso zenekar énekesnője szerepel, aki azóta aktív tagja lett a zenekarnak.

## Tagok

### Jelenlegi tagok
- Gaya Arutyunyan - ének (2005-től)
- Ujj Zoltán – dob (1999-től)
- Sabák Péter – basszusgitár (2002-től)
- Karen Arutyunyan – gitár (2009-től)
- Lukács Levente – szaxofon (1989-től)

### Egykori tagok
- Balázs János - gitár (1989-1991)
- Hegedüs László - basszusgitár (1989-1991)
- Farkas Zoltán – dob (1998-1999)
- Kalocsai Tamás – dob (1989-1998)
- Hegedűs János – basszusgitár (1989-2002)
- Salamon Eszter – cselló (1996-2002)
- Barnabás – gitár (1991-2009)

## Diszkográfia

### Albumok
- 1993 - Mese MC
- 1996 - Viperagarzon MC és CD
- 1998 - Katasztrófamámor MC és CD
- 2000 - Angyaltojás MC és CD
- 2005 - En Garde! CD

### Koncertalbumok
- 1994 - Kínai nátha Live MC és CD
- 2003 - Ballast Live CD

### Filmzene
- 1997 - Villamos Soundtrack CD/CD-ROM

### Remix
- 2000 - Rádióbarátnő Maxi CD
- 2001 - Moni CD/CD-ROM